# Ojén (kommunhuvudort)
Ojén är en kommunhuvudort i Spanien.   Den ligger i provinsen Provincia de Málaga och regionen Andalusien, i den södra delen av landet, 400 km söder om huvudstaden Madrid. Ojén ligger 253 meter över havet och antalet invånare är 2 347.
Terrängen runt Ojén är huvudsakligen kuperad, men västerut är den bergig. Runt Ojén är det ganska glesbefolkat, med 23 invånare per kvadratkilometer. Närmaste större samhälle är Marbella, 6,1 km söder om Ojén. 